# Cibuniwangi
Cibuniwangi is een bestuurslaag in het regentschap Brebes van de provincie Midden-Java, Indonesië. Cibuniwangi telt 3522 inwoners (volkstelling 2010).